# Igreja de Santa Maria e do Corpo de Cristo

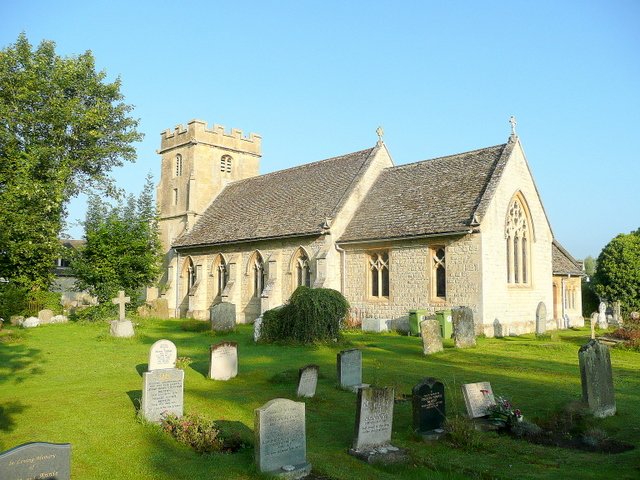
Igreja de Santa Maria e do Corpo de Cristo, Down Hatherley

A Igreja de Santa Maria e do Corpo de Cristo é uma igreja da Igreja da Inglaterra listada como de grau II * em Down Hatherley, em Gloucestershire. Foi reconstruída no século XIX com um design criado por Thomas Fulljames, em 1859-60.